# 맥거크 효과
맥거크 효과(McGurk effect)는 음성 인식에 있어서 청각정보가 시각정보의 간섭으로 변화된 후 인지되는 현상을 말한다. 1976년 해리 맥거크(Harry McGurk)가 과학 학술지 네이처에 연구논문을 발표하며 알려지게 되었다. 오감(五感)을 통해 입력된 정보가 인지과정중에 상호간에 영향을 주고받기 때문에 발생하는 착각 현상의 일종이다.
입모양은 '가'인데 '바'라는 소리를 들려주게 되면 인지부조화가 발생하게 되고, 뇌는 이를 해결하기 위해서 절충안을 취하여 제3의 소리인 '다'로 인지한다. 또한, 청각 정보 입력 조건은 불량하지만 양호한 시각 정보를 얻고 있다면 손상된 청각정보가 복원되기도 한다. 효과 발생의 정도에는 감각정보 통합능력 등에 의한 개인차가 있을 수 있으며 뇌 손상 및 기타 요인들로 인해 영향을 받기도 한다. 맥거크 효과에 대한 사전 이해와 조작된 실험이라는 사실을 알고 있다해도 효과는 무의식적으로 발생하기 때문에 효과의 발생 자체를 차단할 수는 없다.

## 정보분석 과정
두개골로 둘러 쌓여서 외부 세계와 단절된 상태에 있는 뇌는 오감을 통해 입력되는 정보를 분석하여 외부 상황을 판단하게 된다. 청각기관인 달팽이관은 고막을 통해 입력된 음파를 전기신호로 전환하며, 전기신호로 변경된 청각정보는 청신경을 타고 청각중추인 베르니케로 입력되어 분석작업이 이루어진다. 이때 시각정보 역시 후두엽을 거친후 측두엽에 위치한 베르니케로 입력되어 분석 작업이 함께 진행된다.
입력된 청각정보와 시각정보의 분석은 과거에 경험을 통하여 학습된 후 뇌 속에 저장되어 있는 자료들이 이용되는데, 축적된 기존 자료를 근거로 분석한 결과 시각정보와 청각정보가 일치하지 않게 되면 뇌는 순간적으로 혼란에 빠지며 인지부조화 현상이 발생하게 된다.
대뇌 피질의 전두엽은 이를 바로 잡기 위한 시도에 나서는데, 이때 적당히 중간지점에 있는 타협점을 찾아서 입력된 청각정보를 왜곡시킨다. 그러나 눈을 감고 시각정보를 차단한 경우에는 인지과정중에 뇌의 청각정보 재해석에 있어서 왜곡 현상이 발생하지 않게 된다. 이를 통해서 알 수 있는 사실은 청각정보와 같은시간에 동시에 입력된 시각정보는  청각정보를 간섭하고 왜곡, 강화하는 등의 영향을 줄 수 있다는 것이다.

## 같이 보기
- 맥락효과
- 인지 경제성 원리
- 착시
- 착청
- 독순술